# بیل کلی (بازیکن فوتبال آمریکایی)
بیل کِلی (به انگلیسی: Bill Kelly؛ ۲۸ ژوئن ۱۹۴۷ – ۱۳ مهٔ  ۲۰۲۳) بازیکن فوتبال آمریکایی بود. او از سال ۱۹۸۳ تا ۱۹۸۴ میلادی، به عنوان سرمربی در دانشگاه شرقی نیومکزیکو و همچنین از سال ۱۹۸۵ تا ۱۹۸۷ میلادی، در دانشگاه ایالتی تگزاس - که اکنون به عنوان دانشگاه وست تگزاس شناخته می شود - خدمت کرد. کلی همچنین از سال ۱۹۸۱ تا ۱۹۸۲ میلادی، در کالج اسنو و در افرایم، یوتا، سرمربی بود. او فوتبال کالج را از سال ۱۹۶۵ تا ۱۹۶۹ میلادی، بازی می‌کرد.